# Королівська інженерна академія
Королівська інженерна академія — британська освітньо-просвітницька організація в галузі природничих наук в країні. Офіс розташовано у Лондоні.

## Історія
Академія заснована в 1976 році і спочатку називалася «Співдружність інженерів». Королівська хартія дарована в 1983 році, назву «Королівська інженерна академія наук» прийнято в 1992 році.

## Членство в академії
Академія запрошує найбільш видатних інженерів Великої Британії. Щорічно приймаються близько 60 нових членів, що обираються за поданням дійсних членів академії. Почесні члени академії та іноземні члени академії приймаються на виборчій основі. У 1976 році 137 інженерам було запропоновано членство в Співдружності, з них 129 прийняли запрошення. У лютому 2011 року академія налічує 1390 дійсних членів. Члени академії іменуються FREng (Fellow of The Royal Academy of Engineering).